# Harold Peu de Llebre
Harold, conegut pel malnom de Harefoot («Peu de Llebre») per la seva extraordinària velocitat en la cursa i destresa per a la caça (Northampton (Anglaterra), gener del 1015 - Oxford (Anglaterra), 17 de març del 1040), fou virrei d'Anglaterra del 1035 al 1037 i rei del 1037 al 1040.

## Orígens
Harold era un dels dos fills de Canut el Gran, rei de Dinamarca, Noruega i Anglaterra, que va tenir amb la seva primera esposa Ælfgifu Ælfhelmsdotter. Segons la Crònica anglosaxona aquesta dada, que es donava per certa en l'antiguitat, és falsa. Diu el cronista Florentius de Worcester que la reina Ælfgifu, desitjava tenir un fill però no podia concebre, llavors va adoptar el fill nounat d'un sabater foraster. El mateix va fer amb l'altre fill, Svein, que era el fil il·legítim d'un sacerdot. Els historiadors actuals creuen que la versió de Florentius podria ser una falsedat encomanada per Emma de Normandia per difamar la primera esposa de Canut.

## Rei d'Anglaterra
A la mort del seu pare el 12 de novembre del 1035, el seu germanastre Hardeknut (fill del rei Canut amb la seva segona esposa i reina, Emma de Normandia), li encomanà la lloctinència del regne d'Anglaterra mentre ell no pogués prendre'n possessió efectiva, ja que es trobava en plena lluita amb el nou rei de Noruega, Magne Olavsson.
Ara bé, el 1037 Harefoot, amb el suport de nobles com Godwin de Wessex, es proclamà a si mateix rei d'Anglaterra, traint Hardeknut.
El seu pare, Canut, havia afillat els fills menors d'edat de l'anterior rei d'Anglaterra, Etelred l'Indecís: Alfred i Eduard. Durant el seu regnat, Harold ordenà encegar aquests nois, que s'havien fet grans i ara considerava com a possibles rivals; de fet va córrer el rumor que planejaven ocupar el tron amb el suport del seu oncle Robert I de Normandia. Només Eduard va aconseguir escapar amb vida.
Harold Harefoot va morir a Oxford, el 17 de març del 1040, als 24 anys, mentre el seu germà Hardeknut preparava la invasió d'Anglaterra. Va ser sepultat a l'abadia de Westminster, però una vegada pres el tron per Hardeknut, aquest ordenà que l'exhumessin, el decapitessin i llancessin les seves restes a un pantà a prop del riu Tàmesi. Més tard, els seus partidaris rescataren el cos i l'enterraren en una església de la Ciutat de Westminster, que des d'aleshores s'anomenà oportunament Sant Climent dels Danesos.
Sembla que Harold va tenir un fill, Ælfwine, que es va fer monjo.